# Abouriou
La abouriou es una variedad de uva francesa para vino tinto que crece principalmente en el suroeste de Francia y, en menor medida, en California. Es una uva de mezcla que, junto con las malbec, cabernet sauvignon, syrah, fer, cabernet franc y merlot, se utiliza para hacer el vino de la denominación de origen francesa de Côtes du Marmandais. La abouriou también se puede usar sola, ya que se utiliza en algunos vinos habituales del país (vin de pays). La uva es conocida por su baja acidez y su alto contenido de taninos.
A pesar de sus similitudes con la uva gamay de Beaujolais, sus diferencias morfológicas y las pruebas de ADN han demostrado que las dos variedades son distintas. En California, la uva es llamada a veces early borgoundy (borgoña temprana), en alusión a la gamay. Con tendencia a florecer y madurar temprano, la vid produce altos rendimientos y tiene un crecimiento vigoroso con una resistencia relativamente alta a la mayoría de las enfermedades de la uva.

## Historia
Los ampelógrafos creen que la abouriou se originó en el suroeste de Francia, en el departamento de Lot y Garona, probablemente alrededor de la comuna de Villeréal, donde esta uva está muy arragaida. La uva fue plantada ampliamente en toda la región hasta que la epidemia de filoxera de mediados del siglo XIX devastó la zona y la redujo drásticamente. La uva estuvo cerca de la extinción hasta que un granjero local descubrió plantaciones del cultivo de esta vid hasta en la pared de un castillo en ruinas abandonado a las afuera de Villeréal. Numa Naugé, un viticultor proveniente de Casseneuil, en Lot y Garona, cultivó aboriou en semilleros y presentó estas vides a las autoridades vitícolas francesas en 1882 para su conservación y propagación. El trabajo de Naugé para salvar a la abouriou de la extinción se honra hoy dándole el nombre alternativo précoce Nauge.

## Relaciones con otras uvas
A pesar de las similitudes con gamay, las pruebas de ADN ha confirmado que no hay una relación directa entre las dos variedades de uva. Sin embargo, las pruebas realizadas en el año 2009 mostraron una potencial relación filial entre la abouriou y la magdeleine noire des charentes aunque todavía no está claro cuál de las dos vides es la progenitora y cuál es la descendencia. Si se ha confirmado que la magdeleine noire des charentes es la "vid madre" de las variedades malbec y merlot, lo que significa que la abouriou es o bien un medio-hermano o bien un abuelo de esas variedades.
En la década de 1950, la abouriou se cruzó con la merlot para producir la ederena y con la tinta de madeira en la Unité Expérimentale du Domaine de Vassal y Montpellier SupAgro para producir la egiodola. En la década de 1970, la abouriou se cruzó con las uvas de vino castets de Aveyron en Eslovaquia en la Estación de Investigación VSSVVM de Cría de Enología y Viticultura para producir varias variedades incluyendo la hron, la nitranka, la rimava y la váh.
En California, se descubrió mediante análisis de ADN que algunas plantaciones de abouriou eran realmente blauer portugieser, que no tiene parentesco conocido con la abouriou.

## Viticultura
La abouriou es una variedad de maduración temprana que tiene buena resistencia a muchos peligros vitícolas, lo que incluye hongos, mildiú y botrytis.

## Regiones vinícolas
En 2008 había 338 hectáreas de abouriou plantados en Francia. La gran mayoría se encuentra en el departamento de Lot y Garona (200 hectáreas) del suroeste de Francia y en el departamento de Loira Atlántica (100 hectáreas) del valle del Loira. Es una variedad permitida en la zona de denominación de origen francesa de Côtes du Marmandais y se cultiva ampliamente en todo el municipio de Cocumont, situado justo al suroeste de Marmande. También se utiliza como una variedad para la mezcla en varios vin de pays del suroeste, incluyendo el vin de pays de Landas, que abarca la mayor parte del departamento de Lot y Garona, y el vin de pays de Penne-d'Agenais, que abarca el extremo occidental del Lot y Garona, en torno a la ciudad de Agén.

### Reglamento para la denominación de origen controlada
En la zona con denominación de origen francesa de Côtes du Marmandais, se permite mezclar la aboriou con cabernet sauvignon, cabernet franc, fer, malbec, merlot y syrah en el vino tinto producido en ambos lados del río Garona, al este de la región vinícola de Burdeos. Las uvas destinadas para el producto con denominación deben ser cosechadas con un rendimiento no superior a 56 hectolitros y que el vino finalizado no tenga una graduación de menos del 10%.
Cuando se estableció por primera vez la denominación de Cahors, la abouriou era una variedad secundaria permitida junto con la valdiguié, syrah y negrette, para ser mezclada en vinos que tuvieran al menos un 70% de malbec. No obstante, desde 1979 el uso de la abouriou en Cahors se ha prohibido y solo se permite usar malbec, merlot, tannat y jurançon permitidos en la mezcla.

## Fuera de Francia
En los Estados Unidos, la variedad tiene una larga historia de cultivo en California, particularmente en el área vitícola americana Río Ruso, donde era conocida como early burgundy (borgoña temprana) debido a su tendencia a madurar temprano en la temporada de cosecha. A finales del siglo XX, ampelógrafo Pablo Truel fue capaz de identificar que la mayoría de las plantaciones californianas de Borgoña temprana eran bouriou. En los últimos años, otros productores y el análisis de ADN han descubierto que no todas las plantaciones de Borgoña temprana eran abouriou, porque había otra parte que realmente era la variedad alemana y austríaca blauer portugieser.

## Estilos
Según el experto en vino Jancis Robinson, la abouriou tiende a producir vinos tintos de colores intensos y muy picantes que pueden ser tánico pero a menudo carecen de la acidez. El experto en vino Oz Clarke señala que a menudo solo se utiliza la aboriou de menor calidad del suroeste de Francia debido a su bajo ácido y alto carácter tánico.

## Sinónimos
A través de los años la abouriou ha sido conocido bajo una variedad de sinónimos como beaujolais, early burgunder, early burgundy, gamay beaujolais, gamay du Rhône, gamay saint laurent, malbec argente, negret de La Canourgue, noir hatif, planta abouriou, planta précoce, précoce naugé, précoce noir y pressac de Bourgogne.